# David S. King
David Sjodahl King, född 20 juni 1917 i Salt Lake City i Utah, död 5 maj 2009 i Kensington i Maryland, var en amerikansk demokratisk politiker och diplomat. Han var ledamot av USA:s representanthus 1959–1963 och 1965–1967.
Fadern William H. King var ledamot av representanthuset 1897–1899 och 1900–1901 samt senator 1917–1941. David S. King utexaminerades från University of Utah 1937 och tjänstgjorde som mormonmissionär i Storbritannien 1937–1939. År 1942 avlade han juristexamen vid Georgetown University Law Center. År 1959 efterträdde han William A. Dawson som kongressledamot och efterträddes 1963 av Sherman P. Lloyd. År 1965 tillträdde han på nytt som kongressledamot och efterträddes 1967 igen av Lloyd. King tjänstgjorde som USA:s ambassadör i Madagaskar 1967–1969.